# Rifaat El-Fanagily
Rifaat El-Fanagily   (Damiata, 1 de maig de 1936 - 23 de juny de 2004) fou un futbolista egipci de la dècada de 1960.
Fou internacional amb la selecció d'Egipte amb la qual participà en els Jocs Olímpics de 1960 i 1964.
Pel que fa a clubs, destacà a Al-Ahly.